# Список національних парків Грузії
Система національних парків Грузії складається з 9 парків. На даний момент існує дев'ять національних парків загальною площею 270740 га. Крім того, є кілька інших типів областей: 11 заповідників, 12 керованих природних заповідників, 14 пам'ятників природи і 2 охоронних ландшафтів.

## Національні парки
|  | № | Українська назва             | Оригінальна назва                | Площа, км² | Рік одержання статусу      |
|  | - | ---------------------------- | -------------------------------- | ---------- | -------------------------- |
|  | 1 | Національний парк Алгеті     | ალგეთის ეროვნული პარკი           | 68.22      | 1965, реорганізований 2007 |
|  | 2 | Боржомі-Харагаулі            | ბორჯომ-ხარაგაულის ეროვნული პარკი | 850.83     | 1995                       |
|  | 3 | Національний парк Джавахеті  | ჯავახეთის ეროვნული პარკი         | 142        | 2011                       |
|  | 4 | Казбезький національний парк | ყაზბეგის ეროვნული პარკი          | 90.30      | 1976                       |
|  | 5 | Національний парк Колхеті    | კოლხეთის ეროვნული პარკი          | 289.4      | 1998                       |
|  | 6 | Національний парк Мтірала    | მტირალას ეროვნული პარკი          | 156.98     | 2006                       |
|  | 7 | Тбіліський національний парк | თბილისის ეროვნული პარკი          | 243.28     | 2007                       |
|  | 8 | Національний парк Тушеті     | თუშეთის ეროვნული პარკი           | 830.07     | 2003                       |
|  | 9 | Національний парк Вашловані  | ვაშლოვანის ეროვნული პარკი        | 251.14     | 2003                       |